# Eumachia
Eumachia, död före år 79, var en romersk affärskvinna och prästinna, verksam i Pompeji under det första århundradet. 
Eumachia var dotter till Lucius och tillhörde familjen Eumachii, en av de mest inflytelserika familjerna i Pompeii, som hade blivit en av de rikaste i staden genom sin handel med keramik och kakel. Hon gifte sig med Marcus Numistrius Fronro och blev mor till Marcus Numistrius Fronto. Eumachia var sin fars arvtagare och ärvde en stor förmögenhet och i stadens keramik- och kakelindustri. Hon har kallats den kanske mäktigaste kvinnan i Pompeii. 
Eumachia var verksam inom stadens näringsliv genom sitt farsarv i stadens keramik- och kakelindustri.  Det är inte klart om hennes make var död när hon ärvde sin far, men makens förmynderskap över sin hustru beskrivs vid denna tid som en ren formsak som inte påverkade praktiken i någon högre grad. Hon lät uppföra en av stadens största byggnader vid forum, vilken kanske var en basilika. Den dedicerades till gudinnan Concordia och pryddes av en staty av kejsarinna Livia föreställande gudinnan, något som har tolkats som ett sätt för henne att stödja sin sons politiska karriär.  Hon agerade beskyddare för textiltvättarnas skrå, som lät tillverka en staty av henne, som stod uppställd i staden. Statyn dedicerades officiellt åt henne i hennes egenskap av prästinna, något som var ett offentligt ämbete. Hon bör ha avlidit före Vesuvius utbrott, eftersom hennes gravvård har återfunnits. Denna beskrivs som den kanske största i Pompeii.  
Eumachia har inom forskningen ofta fått utgöra exempel på kvinnors affärsverksamhet i romarriket tillsammans med övriga affärskvinnor i Pompeii, eftersom kvinnor av allt att döma tycks ha varit fritt sysselsatta i affärsvärlden i romarriket, men få namn har bevarats som individuella exempel. Bland de övriga kvinnor i Pompeii som nämns vid hennes sida fanns Naevoleia Tyche, en frigiven kvinna som blev rik nog på affärer att resa en luxuös gravvård; fastighetsägaren Julia Felix; pantsättaren Faustilla, fisksåsförsäljaren Umbricia Fortunata, vintillverkaren Caesia Helpis och vinhandlaren Vibia. 